# Öttömös, Csongrád
Öttömös  este un sat în districtul Mórahalm, județul Csongrád, Ungaria, având o populație de 745 de locuitori (2011). 

## Demografie
Componența etnică a satului Öttömös
     Maghiari (98,28%)
     Alții (1,72%)
Componența confesională a satului Öttömös
     Romano-catolici (63,22%)
     Fără religie (8,32%)
     Reformați (2,15%)
     Necunoscută (24,3%)
     Alte religii (3,62%)
Conform recensământului din 2011, satul Öttömös avea 745 de locuitori. Din punct de vedere etnic, majoritatea locuitorilor (98,28%) erau maghiari.  Din punct de vedere confesional, majoritatea locuitorilor (63,22%) erau romano-catolici, existând și minorități de persoane fără religie (8,32%) și reformați (2,15%). Pentru 24,3% din locuitori nu este cunoscută apartenența confesională.